# 紀田彰一
紀田 彰一（きだ しょういち、1976年5月19日 - ）は、神奈川県川崎市出身の元プロ野球選手（内野手）。現在はニューヨーク・ヤンキースのスカウト、野球解説者を務めている。

## 来歴

### プロ入り前
小学1年の時にリトルリーグで野球を始め、中学2年生の時に野村克也がオーナーを務めるリトルシニアの「港東ムース」の三塁手としてシニア大会世界一を経験した。小学生のころから落合博満に憧れており。また中学時代からプロ野球選手を目指していたという。
横浜高等学校時代は1年から4番打者、三塁手として起用された。2年生だった1993年には春の甲子園へ、3年生だった1994年には春の甲子園と夏の甲子園に出場した。3年夏は県大会で28打数14安打、打率.500の成績を記録したが、甲子園では1回戦の那覇商業戦で全打席敬遠気味の四球を与えられ、活躍の機会がなく敗退。高校の同期には斉藤宜之・多村仁・矢野英司らがいる。

### プロ野球選手時代
1994年のNPBドラフト会議前には、一本足の豪快な打撃フォームで高校通算41本塁打を記録したスラッガーとして評価されており、地元球団である横浜ベイスターズと中日ドラゴンズの2球団が、それぞれ紀田を1位指名することを公表していた。またこの2球団に加えて、福岡ダイエーホークスも白羽の矢を立てていたという報道もあり、実際にダイエー監督の王貞治が紀田の実家がある川崎まで出向いていた。横浜球団社長の大堀隆は紀田を「横浜高出身の彼は、地元のヒーローになりうる」と、また中日球団の編成部長・岡田英津也も「野手としては抜きん出ていた」と、それぞれ紀田を高く評価していた。そしてドラフト会議当日には横浜・中日の2球団から1位指名を受け、抽選の結果、横浜が交渉権を獲得した。横浜の担当スカウトは稲川誠。本人はドラフト会議前に「地元の横浜には思い入れがあるけど、プロになるのが目標。球団にはこだわらない」とコメントしており、会議直前には中日ファンから電話がかかってくることが増えた旨や、仮に中日に入団した場合は1997年に完成するナゴヤドームでプレーしたいという旨を語っていた。一方、横浜が抽選権を獲得したことを受けて「県大会で（横浜の本拠地）横浜スタジアムで試合していたので、大変うれしい」「（自身も落合のように）40歳になるまでプレーしたい」とコメントし、12月9日には契約金8,000万円、活躍度に応じた後払い金3,000万円、年俸720万円（いずれも推定）で横浜と正式契約を締結した。なお中日は紀田の交渉権獲得に失敗した場合の外れ1位として、金森隆浩（立命館大学）と西口文也（立正大学）をリストアップしており、実際には金森を紀田の外れ1位として指名した。また斉藤は読売ジャイアンツ（巨人）から、多村も紀田と同じ横浜からそれぞれ4位指名を受けており、同一高校から3年生3人が同じ年のドラフト会議で指名された事例は、1988年のPL学園高校（立浪和義・橋本清・野村弘）以来となった。本人は入団時、当時欠番だった背番号3を希望していたが、実際に着用した背番号は28だった。
プロ1年目の1995年は一軍（セントラル・リーグ）出場の機会はなく、二軍（イースタン・リーグ）では74試合に出場して打率.203・2本塁打・15打点の成績を残した。2年目の1996年には、二軍で75試合に出場して打率.179・10本塁打・36打点（75試合）の成績を残し、一軍公式戦に初出場してプロ初安打を記録する。
しかし3年目の1997年には怪我をして一軍では出場機会を得られず、二軍でも18試合出場、打率.154・0本塁打・1打点の成績に終わる。4年目の1998年には、一軍が前身の大洋ホエールズ時代の1960年以来、38年ぶりとなるセ・リーグ優勝を達成したが、紀田自身は一軍では出場機会を得られず、二軍でも62試合に出場しながら打率.096（104打数14安打）・0本塁打・1打点の成績に終わった。
5年目の1999年も一軍出場なしに終わり、二軍でも28試合に出場して打率.069・0本塁打・3打点の成績に終わり、同年10月4日には横浜から戦力外通告を受けた。西武ライオンズの秋季キャンプで行われた入団テストを受験して合格し、2000年は西武でプレーしたが、同年の9月29日に再び戦力外通告を受け、同年限りで現役を引退。

### 引退後
引退翌年の2001年からアメリカ合衆国に留学し、2005年にアメリカ・メジャーリーグのニューヨーク・ヤンキースの極東スカウトになった。ヤンキース史上、日本人とスカウト契約をしたのは彼が初めてである。また、J SPORTSやAmeba TVでMLB中継の解説を担当している。

## 詳細情報

### 年度別打撃成績
| 年 度     | 球 団     | 試 合 | 打 席 | 打 数 | 得 点 | 安 打 | 二 塁 打 | 三 塁 打 | 本 塁 打 | 塁 打 | 打 点 | 盗 塁 | 盗 塁 死 | 犠 打 | 犠 飛 | 四 球 | 敬 遠 | 死 球 | 三 振 | 併 殺 打 | 打 率 | 出 塁 率 | 長 打 率 | O P S |
| --------- | --------- | ----- | ----- | ----- | ----- | ----- | -------- | -------- | -------- | ----- | ----- | ----- | -------- | ----- | ----- | ----- | ----- | ----- | ----- | -------- | ----- | -------- | -------- | ----- |
| 1996      | 横浜      | 6     | 11    | 10    | 0     | 1     | 1        | 0        | 0        | 2     | 0     | 0     | 0        | 0     | 0     | 1     | 0     | 0     | 4     | 0        | .100  | .182     | .200     | .382  |
| 通算：1年 | 通算：1年 | 6     | 11    | 10    | 0     | 1     | 1        | 0        | 0        | 2     | 0     | 0     | 0        | 0     | 0     | 1     | 0     | 0     | 4     | 0        | .100  | .182     | .200     | .382  |

### 記録
- 初出場：1996年5月14日、対読売ジャイアンツ6回戦（横浜スタジアム）、9回裏に五十嵐英樹の代打として出場
- 初安打：1996年5月16日、対読売ジャイアンツ8回戦（横浜スタジアム）、6回裏に宮川一彦の代打として出場、柏田貴史から二塁打
- 初先発出場：1996年5月17日、対中日ドラゴンズ7回戦（ナゴヤ球場）、8番・三塁手として先発出場

### 背番号
- 28 （1995年 - 1999年）
- 64 （2000年）